# Danuta Adamczewska
Danuta Adamczewska (ur. 27 stycznia 1928, zm. 30 lipca 2007) – polska szachistka.
W latach 1957–1976 dwunastokrotnie uczestniczyła w finałach mistrzostw Polski kobiet. Największy sukces odniosła w 1974 r. w Polanicy-Zdroju, gdzie zajęła III miejsce i zdobywała brązowy medal. Spośród pozostałych finałów, najbardziej udane były dla niej starty w latach 1964 (Spała, IX miejsce) oraz 1969 (Poznań, VIII miejsce).
Za swoje osiągnięcia została wyróżniona złotą honorową odznaką i medalem 60-lecia Polskiego Związku Szachowego.